# Uaupesia
Uaupesia is een geslacht van kevers uit de familie bladkevers (Chrysomelidae).
De wetenschappelijke naam van het geslacht werd in 1957 gepubliceerd door Bechyne.

## Soorten
- Uaupesia amazona (Weise, 1921)
- Uaupesia brevicollis (Bechyne, 1958)
- Uaupesia buckleyi (Bowditch, 1925)
- Uaupesia maculicollis (Bowditch, 1925)
- Uaupesia nigriceps (Weise, 1921)
- Uaupesia romani Bechyne, 1958
- Uaupesia tijucana Bechyne, 1958
- Uaupesia weisei Wilcox, 1971